# Friedrich Lapp
Friedrich Lapp (* 24. April 1928 in Weidenau; † 27. April 2021 in Bonn) war ein deutscher Altphilologe, Althistoriker und Historischer Geograph.

## Werdegang
Friedrich Lapp war der älteste Sohn eines Schuhhandelsvertreters und besuchte nach dem Umzug der Familie nach Düsseldorf die Rethel-Schule (Goethe-Gymnasium). Nach einer Zeit in der Kinderlandverschickung wechselte er 1943 an die städtische Oberschule für Jungen in Siegen (heute Gymnasium am Löhrtor). Der Unterbrechung der Schulzeit als Luftwaffenhelfer (Januar 1944 bis März 1945) folgte 1947 die Reifeprüfung (Abitur) an der Oberschule in Siegen.
Mangels eines Studienplatzes in Bonn studierte er zunächst 1950–1951 in den USA an der University of Pennsylvania die Fächer klassische Philologie und Archäologie und nahm 1951 an Ausgrabungen des University of Pennsylvania Museum of Archaeology and Anthropology in Gordion in der Türkei teil. Von 1951 bis 1955 setzte er das Studium der Klassischen Philologie, der Alten Geschichte und historischen Geographie an der Universität Bonn fort. 1959 wurde er bei Hans Herter in Bonn auf Latein mit einer Arbeit über Kallimachos De Callimachi Cyrenaei tropis et figuris promoviert.
Nach seiner Zeit als Studienreferendar in Kevelaer und Krefeld (1960–1962) und als Studienassessor am Amos-Comenius-Gymnasium in Bad Godesberg (1962–1964) wechselte er 1964 an das Seminar für historische Geographie der Universität Bonn, wo er von 1967 bis 1973 als wissenschaftlicher Assistent von Ernst Kirsten tätig war. In diese Zeit fielen u. a. zusammen mit Ernst Kirsten die von Wolfgang Aly begonnene Arbeit und Publikation der kritischen Ausgabe von Strabons Geographie. Seine Forschungen im Rahmen einer 1975 geplanten, aber nicht erfolgten Habilitation in Byzantinistik über Theophanes Continuatus blieben unveröffentlicht.

## Forschungen zur Historischen Geographie Kleinasiens
Seit 1962 führten ihn jährlich mehrfach Forschungsaufenthalte zur historischen Geographie von Kleinasien in die Türkei und deren Nachbarländer. Neben Aufenthalten an der Abteilung Istanbul des Deutschen Archäologischen Instituts führte er Feldforschungen vor allem im Kaukasus, im Osten der Türkei und in Syrien durch. Mit seinen umfangreichen Sprachkenntnissen (zum Beispiel Arabisch, Aramäisch, Armenisch, Farsi, Georgisch, Hebräisch, Russisch, Sorani, Syrisch, Türkisch) führte er unter anderem zur Erforschung der mündlichen Überlierfung (Oral History) von Orts- und Flurnamen Interviews mit der ortsansässigen Bevölkerung, insbesondere auch der ethnischen Minderheiten in für Ausländer kaum zugänglichen Regionen. Hierzu wurde er vor allem von den Forschungsreisen des Bonner Geographen Alfred Philippson angeregt, mit dessen Teilnachlass im Geographischen Institut der Universität Bonn er sich intensiv befasst hatte.
Der bislang unveröffentlichte umfangreiche wissenschaftliche Nachlass und das Archiv zur historischen Geographie Kleinasiens von Friedrich Lapp soll u. a. mit Hilfe des Historikers Michael Rathmann (Erster Vorsitzender der Ernst-Kirsten-Gesellschaft) untersucht werden.

## Veröffentlichungen
- De Callimachi Cyrenaei tropis et figuris. Dissertation Bonn 1965 (mit Lebenslauf).
- Strabonis Geographica recensuit Wolfgang Aly. Band 1: Praemonenda de nova Geographicorum editione quae vivus impressit Wolfgang Aly. Libri I–II (Prolegomena Strabonis) quos ab editore prelo datos iteratis curis perpoliverunt Ernst Kirsten et Friedrich Lapp (= Antiquitas. Reihe 1: Abhandlungen zur Alten Geschichte. Band 9). Rudolf Habelt, Bonn 1968.
- Strabonis Geographica recensuit Wolfgang Aly. Band 2: Libri III–VI quos ab editore prelo datos iteratis curis perpoliverunt Ernst Kirsten et Friedrich Lapp (= Antiquitas. Reihe 1: Abhandlungen zur Alten Geschichte. Band 19). Rudolf Habelt, Bonn 1972, ISBN 3-7749-1210-6.